# Waarheidstabel
Een waarheidstabel of waarheidstafel is een wiskundige tabel die in het begin van de  20e eeuw werd ontwikkeld door Emil Leon Post. De tabel wordt in de logica, en dan met name in de propositielogica, gebruikt om te beslissen of een logische uitdrukking al dan niet waar is en of een argument al dan niet valide is. Waarheidstabellen kunnen worden gebruikt om de waarheidwaarden weer te geven van logische operatoren (zoals "en", "of", "niet" en "als...dan") bij alle combinaties van waarden.
In waarheidstabellen kan men de waarheid of onwaarheid van een propositie op verschillende manieren aanduiden. Een manier is om simpelweg "waar" of "onwaar" te schrijven maar men gebruikt meestal een T voor true (Engels voor waar) en F voor false (onwaar). Ook gebruikt men 1 voor waar en 0 voor onwaar.
Een nadeel van waarheidstabellen is dat bij samengestelde proposities met veel variabelen de tabel al vrij snel erg groot wordt. De grootte van de tabel groeit exponentieel met het aantal variabelen: zo heeft een tabel met 8 variabelen {\displaystyle 2^{8}=256} rijen. Een alternatief voor de waarheidstabel is het Karnaugh-diagram. Een andere manier om een stelling te onderzoeken is met behulp van een semantisch tableau.

## Logische conjunctie(AND)
Hieronder staat als voorbeeld de waarheidstabel van een logische conjunctie, een logische operator die dan en slechts dan waar is als beide operanden waar zijn. In het simpelste geval zijn er twee ingangen en dan heeft de waarheidstabel 22=4 regels:
| ingangen | ingangen |  | p ∧ q |
| -------- | -------- |  | ----- |
| T        | T        |  | T     |
| T        | F        |  | F     |
| F        | T        |  | F     |
| F        | F        |  | F     |

## Zevensegmentendisplay
Een ingewikkelder voorbeeld is de waarheidstabel van een chip die een zevensegmentendisplay kan aansturen. Er zijn vier ingangen en de waarheidstabel heeft dus 24=16 regels, waarvan er tien nodig zijn.
|   |   | ingangen | ingangen | ingangen | ingangen |   | uitgangen | uitgangen | uitgangen | uitgangen | uitgangen | uitgangen | uitgangen |  | Resultaat |
|   | 8 | 4        | 2        | 1        | a        | b | c         | d         | e         | f         | g         |           |           |  |           |
| 0 | F | F        | F        | F        | T        | T | T         | T         | T         | T         | F         |           |           |  |           |
| 1 | F | F        | F        | T        | F        | T | T         | F         | F         | F         | F         |           |           |  |           |
| 2 | F | F        | T        | F        | T        | T | F         | T         | T         | F         | T         |           |           |  |           |
| 3 | F | F        | T        | T        | T        | T | T         | T         | F         | F         | T         |           |           |  |           |
| 4 | F | T        | F        | F        | F        | T | T         | F         | F         | T         | T         |           |           |  |           |
| 5 | F | T        | F        | T        | T        | F | T         | T         | F         | T         | T         |           |           |  |           |
| 6 | F | T        | T        | F        | T        | F | T         | T         | T         | T         | T         |           |           |  |           |
| 7 | F | T        | T        | T        | T        | T | T         | F         | F         | F         | F         |           |           |  |           |
| 8 | T | F        | F        | F        | T        | T | T         | T         | T         | T         | T         |           |           |  |           |
| 9 | T | F        | F        | T        | T        | T | T         | T         | F         | T         | T         |           |           |  |           |